# Даугавпілс (станція)
Даугавпілс (також Даугавпілс-Пасажирський, Даугавпілс І) (латис. Daugavpils Pasažieru) — вузлова позакласна залізнична станція на перетині ліній Даугавпілс — Індра, Даугавпілс — Семигалія, Резекне I — Даугавпілс, Крустпілс — Даугавпілс. Розташована у центральній частині міста Даугавпілс, Латвія.

## Історія
Станцію під назвою Дінабург відкрито 1860 року, коли до міста була прокладена Петербург-Варшавська залізниця. Перший поїзд відправився з Дінабургу до станції Вільно 4 вересня 1860 року.
31 серпня (12 вересня) 1861 року введена в експлуатацію Ризько-Дінабурзька залізниця.
15 березня 1862 року відкрито пасажирський рух на дільниці Дінабург — Ландварово (завдовжки 178 верст).
15 (27 грудня) 1862 року, з введенням в експлуатацію залізничної лінії Ландварово — Варшава, відбулося офіційне відкриття наскрізного руху всією лінією. Довжина залізниці склала 1046 верст, з відгалуженням до кордону з Пруссією — 179 верст. Комплекс будівель станції був практично таким же, як у Ризі, за винятком побудованих 1866 року великих вагоноремонтних майстерень. Це були Двінські головні залізничні майстерні (з 1998 року — Даугавпілський локомотиворемонтний завод).
1866 року, після завершення будівництва Дінабурго-Вітебської залізниці, стала об'єднаною вантажно-пасажирською станцією, з утворенням Даугавпілського залізничного вузла.

Старовинні світлини станції
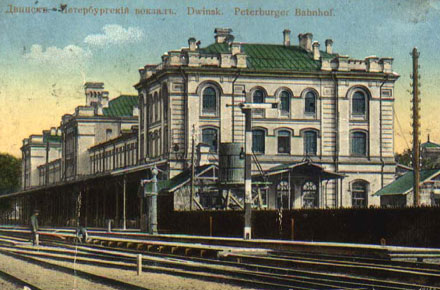
Станція Дінабург
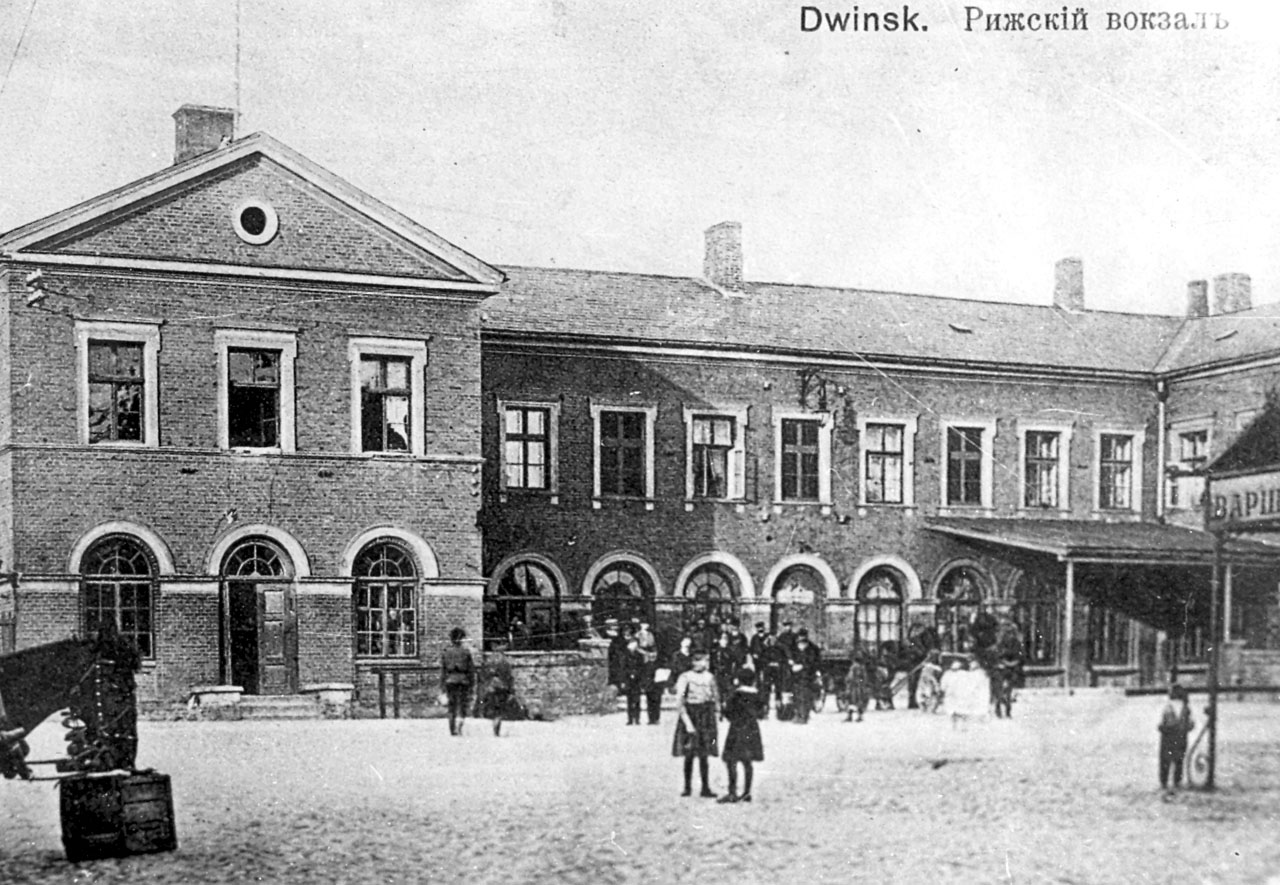
Стара будівля вокзалу
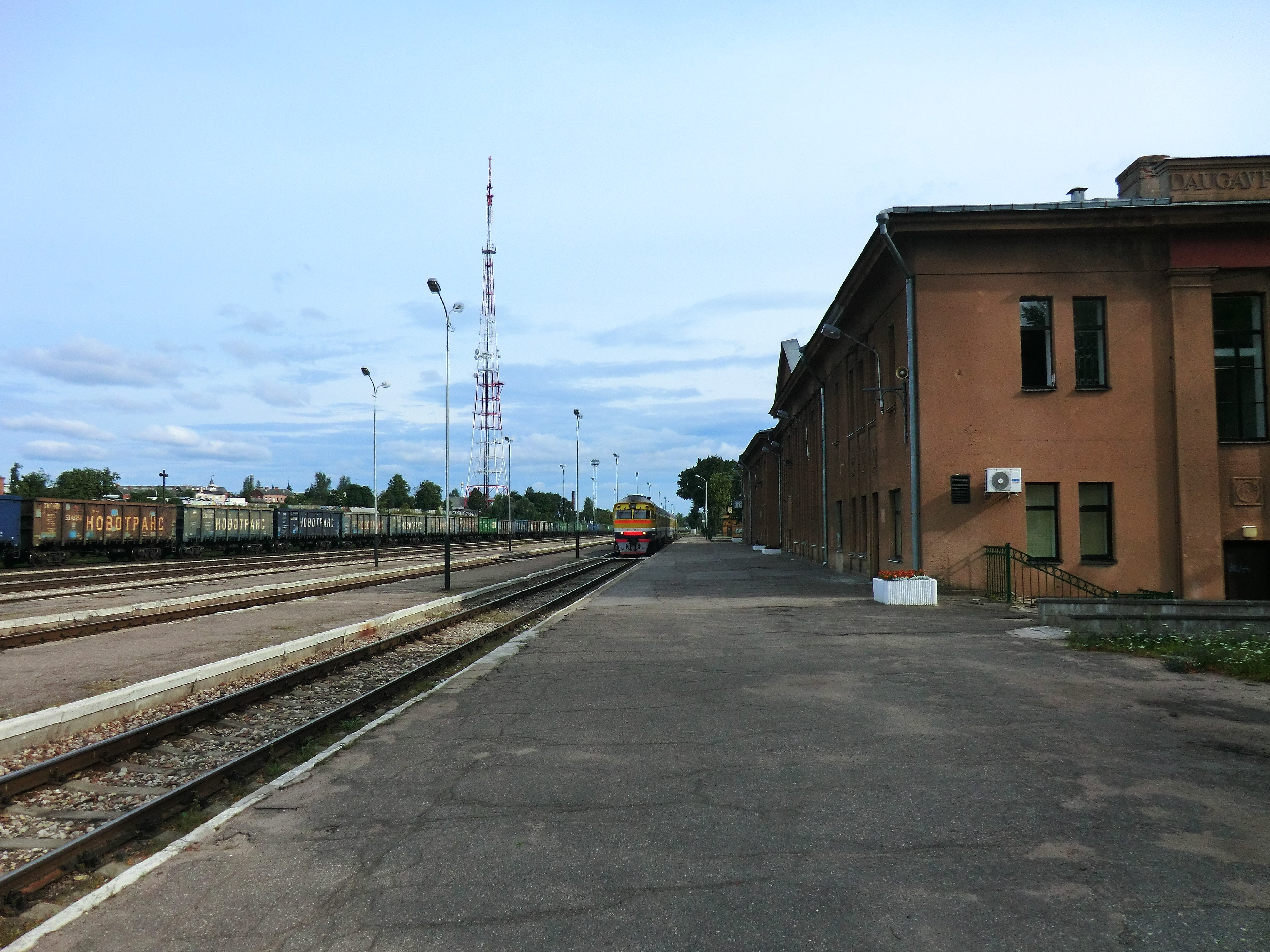
Перони станції

З 1893 року станція отримала назву Двінська (за назвою однойменного міста на той час), а з 1919 року — Даугавпілс I-Пасажіеру (при будівництві Дінабурго-Вітебської залізниці).
Під час Другої світової війни місто і станція зазнали значних руйнувань. 1946 року службові приміщення і зал чекання розташовувалися у прилеглому кінотеатрі. 1951 року зведено нову будівлю вокзалу за проєктом Б. Судоплатова.

## Пасажирське сполучення
Через станцію Даугавпілс прямують пасажирські поїзди: 
- Рига — Даугавпілс (4 пари щодня);
- Айзкраукле — Даугавпілс (дизель-поїзди з узгодженою пересадкою на електропоїзд Рига — Айзкраукле; 2 пари щодня);
- Рига — Краслава (5 разів на тиждень);
- Рига — Індра (2 рази на тиждень).

Раніше через станцію прямували наступні поїзди:
- Рига — Санкт-Петербург (з 2015 року поїзду змінено маршрут руху між Санкт-Петербургом та Крустпілсом);
- Рига — Мінськ (№ 87/88);
- Вільнюс — Даугавпілс (регіональні дизель-поїзди «експреси»).

## Галерея

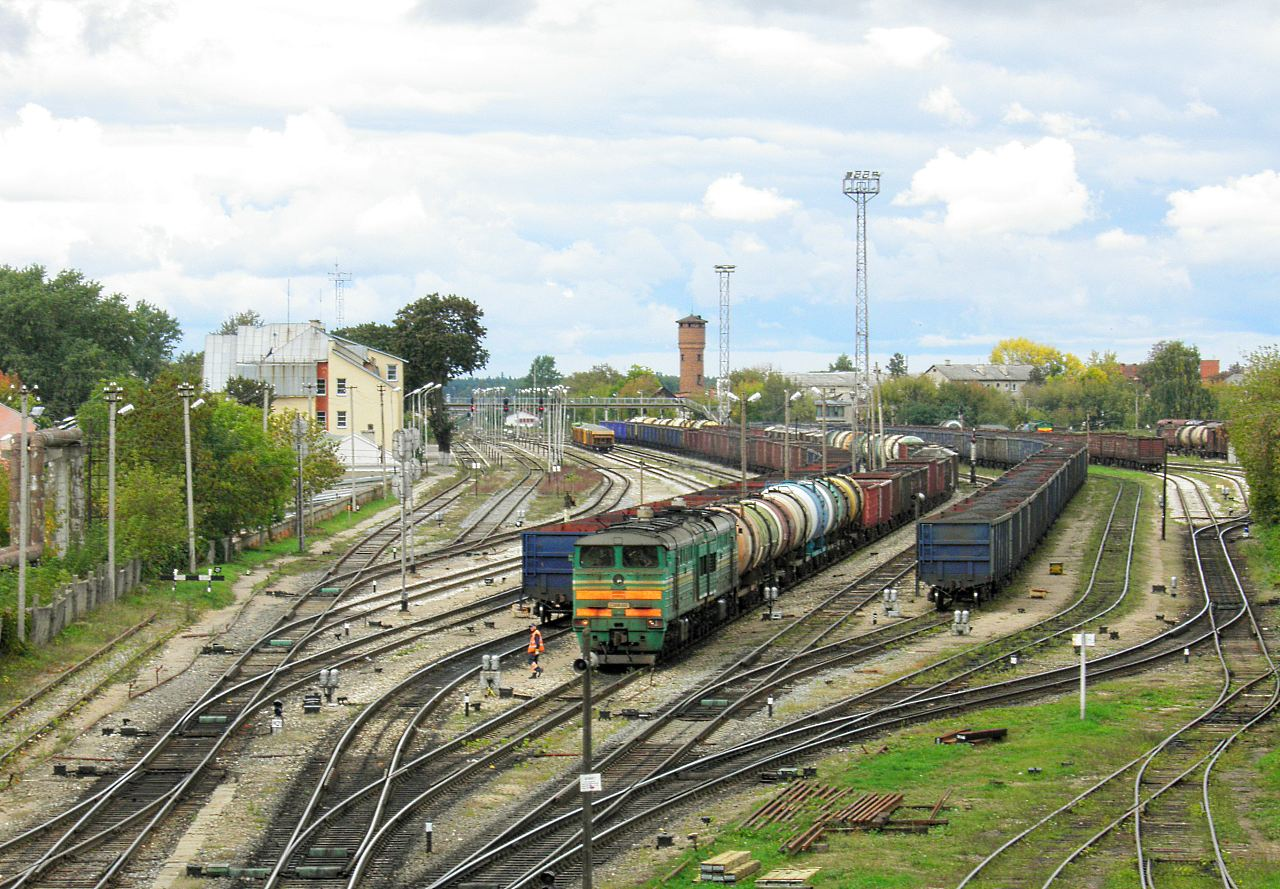
Поїзди на станції Даугавпілс
- Панорама станції
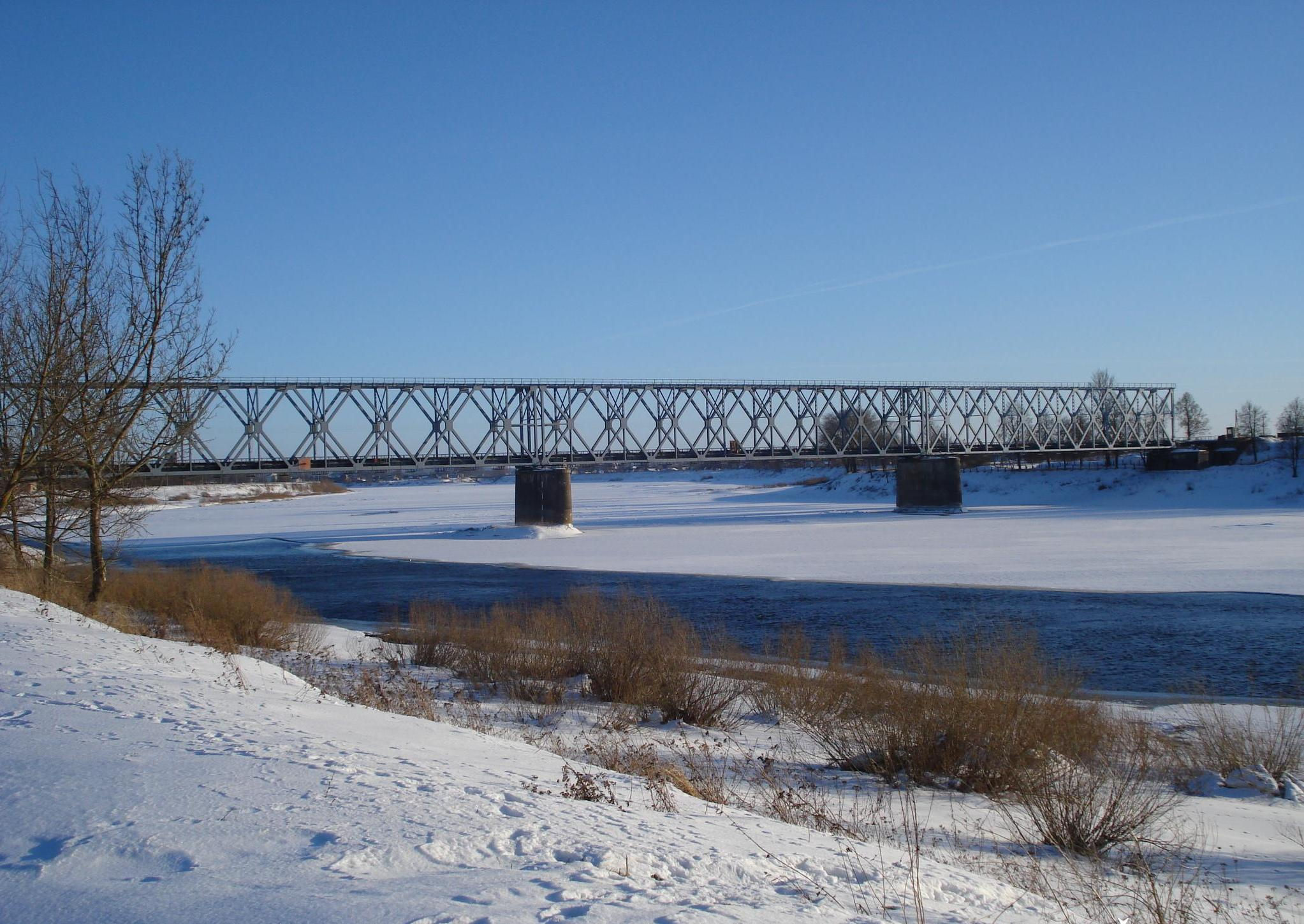
Залізничний міст через річку Даугава